# Krzywa Kuta
Krzywa Kuta – jezioro w Polsce w województwie warmińsko-mazurskim, w powiecie węgorzewskim, w gminie Pozezdrze.

## Położenie
Jezioro leży na Pojezierzu Mazurskim, w mezoregionie Wielkich Jezior Mazurskich, w dorzeczu Sapina–Węgorapa–Pregoła. Znajduje się około 18 km w kierunku północno-wschodnim od Giżycka, na zachód od wsi Jakunówko. Do jeziora wpada od wschodu ciek wodny o nazwie Dopływ z jez. Krzywa Kuta, który następnie wypływa na zachodzie w kierunku jeziora Biała Kuta.
Linia brzegowa jest bardzo rozwinięta – duża liczba zatok i półwyspów. Na jeziorze położone są trzy wyspy (dwie na północnym wschodzie, jedna na południu) o łącznej powierzchni 1,4 ha. Dno jest urozmaicone, mulisto-piaszczyste. Brzegi są w większości wysokie, gdzieniegdzie strome. W otoczeniu znajdują się lasy iglaste i mieszane.
Zgodnie z typologią abiotyczną zbiornik wodny został sklasyfikowany jako jezioro o wysokiej zawartości wapnia, o małym wypływie zlewni, stratyfikowane, leżące na obszarze Nizin Wschodniobałtycko-Białoruskich (5a).
Jezioro leży na terenie obwodu rybackiego jeziora Stręgiel w zlewni rzeki Węgorapa – nr 9, jego użytkownikiem jest Polski Związek Wędkarski. Znajduje się na terenie Obszaru Chronionego Krajobrazu Krainy Wielkich Jezior Mazurskich o łącznej powierzchni 85 527,0 ha.

## Morfometria
Według danych Instytutu Rybactwa Śródlądowego powierzchnia zwierciadła wody jeziora wynosi 131,2 ha. Średnia głębokość zbiornika wodnego to 6,0 m, a maksymalna – 26,5 m. Lustro wody znajduje się na wysokości 134,4 m n.p.m. Objętość jeziora wynosi 7883,1 tys. m³. Maksymalna długość jeziora to 2250 m, a szerokość 1070 m. Długość linii brzegowej wynosi 9400 m.
Inne dane uzyskano natomiast poprzez planimetrię jeziora na mapach w skali 1:50 000 według Państwowego Układu Współrzędnych 1965, zgodnie z poziomem odniesienia Kronsztadt. Otrzymana w ten sposób powierzchnia zbiornika wodnego to 109,0 ha, a wysokość bezwzględna lustra wody – 134,6 m n.p.m.

## Przyroda
W skład pogłowia występujących ryb wchodzą m.in. szczupak, płoć, sandacz, okoń, leszcz i węgorz. Roślinność przybrzeżna to głównie trzcina i sitowie. Wśród niezbyt obfitej roślinności zanurzonej występują m.in. wywłócznik, ramienice i grążel żółty.